# ケレチ・ヌワカリ
ケレチ・ヌワカリ（Kelechi Nwakali, 1998年6月5日 - ）は、ナイジェリア・イモ出身のサッカー選手。ポジションはミッドフィールダー。
兄のチディーベレ・ヌワカリもプロサッカー選手。

## クラブ経歴
2015 FIFA U-17ワールドカップでの活躍により、ヨーロッパのビッグクラブからの関心が寄せられていた。本人の希望もあり、2016年8月にアーセナルへ加入した。労働許可証などの問題もあり、2016年9月にエールステ・ディヴィジに所属していたMVVマーストリヒトへレンタル移籍をした。

### MVVマーストリヒト
2016年9月16日、ヨング・アヤックス戦の後半のアディショナルタイムで投入され、プロデビュー。2016年12月9日のデ・フラーフスハップ戦でプロ初ゴールを記録した。

### VVVフェンロー
2017年8月31日、VVVフェンローにレンタル移籍で加入。9月10日のFCフローニンゲン戦に75分から出場し、アディショナルタイムに同点弾を記録。フェンローでのデビュー戦及び初得点となった。

### MVVマーストリヒト復帰
2017-18の冬の移籍マーケットにて、出場機会を得るために、MVVへローン移籍で復帰し、シーズンいっぱいを古巣で過ごすこととなった。

### FCポルト
2018年7月18日、FCポルトにレンタル移籍した。ポルト在籍期間中は、Bチームでプレーをした。

### SDウエスカ
2019年9月3日、SDウエスカと契約した。2021年1月31日、セグンダ・ディビシオンに所属するADアルコルコンへのレンタルが決まった。

### SDポンフェラディーナ
2022年7月21日、SDポンフェラディーナに加入した。

### GDシャヴェス
2023年7月20日、GDシャヴェスに移籍した。

## 代表経歴
2015 FIFA U-17ワールドカップでは、ゴールデンボール（大会MVP）、ブロンズブーツ（得点ランキング3位）を同時受賞する活躍を見せた。U-20の代表としてもプレーしていたが、アフリカユース選手権の予選でU-20スーダン代表を相手に敗北を喫し、2017 FIFA U-20ワールドカップへの出場の望みは絶たれてしまった。

## 個人成績

### クラブでの成績
2019年5月18日現在
　出典：soccerway.com
| クラブ        | シーズン | リーグ戦   | リーグ戦 | リーグ戦 | カップ戦 | カップ戦 | その他 | その他 | 合計 | 合計 |
| クラブ        | シーズン | リーグ     | 試合     | 得点     | 試合     | 得点     | 試合   | 得点   | 試合 | 得点 |
| ------------- | -------- | ---------- | -------- | -------- | -------- | -------- | ------ | ------ | ---- | ---- |
| MVV(loan)     | 2016-17  | エールステ | 29       | 2        | 1        | 0        | 4a     | 1      | 34   | 3    |
| VVV(loan)     | 2017-18  | エール     | 9        | 1        | 3        | 0        | -      | -      | 12   | 1    |
| MVV(loan)     | 2017-18  | エールステ | 16       | 4        | 0        | 0        | 2b     | 0      | 18   | 4    |
| ポルトB(loan) | 2018-19  | リーガプロ | 16       | 0        | -        | -        | -      | -      | 16   | 0    |
| 合計          | 合計     | 合計       | 70       | 7        | 4        | 0        | 5      | 1      | 80   | 8    |

a試合：入れ替え戦(4)  得点：入れ替え戦(1)
b試合：入れ替え戦(1)

## タイトル

### 代表
ナイジェリアU17
- 2015 FIFA U-17ワールドカップ

### 個人
- FIFA U-17ワールドカップ 2015 ゴールデンボール
- FIFA U-17ワールドカップ 2015 ブロンズブーツ